# Astele multigrana
Astele multigrana is een slakkensoort uit de familie van de Calliostomatidae. De wetenschappelijke naam van de soort werd voor het eerst geldig gepubliceerd in 1871 door Dunker als Ziziphinus multigranus.